# Comuna Demeșkivți, Halîci
Demeșkivți (în ucraineană Демешківці) este o comună în raionul Halîci, regiunea Ivano-Frankivsk, Ucraina, formată din satele Demeșkivți (reședința), Nimșîn, Poplavnîkî și Prîdnistrovea.

## Demografie
Componența lingvistică a comunei Demeșkivți
     Ucraineană (99,94%)
     Alte limbi (0,06%)
Conform recensământului din 2001, majoritatea populației comunei Demeșkivți era vorbitoare de ucraineană (99,94%), existând în minoritate și vorbitori de alte limbi.